# Kekkyoku Bye Bye Bye
 (mars 2012).
Si vous disposez d'ouvrages ou d'articles de référence ou si vous connaissez des sites web de qualité traitant du thème abordé ici, merci de compléter l'article en donnant les références utiles à sa vérifiabilité et en les liant à la section « Notes et références ».
Singles de Michiyo Heike
Ai no Chikara
(2000) Propose
(2001)
Kekkyoku Bye Bye Bye (結局 Bye Bye Bye) est le neuvième single de la chanteuse de J-pop Michiyo Heike, sorti en 2001.

## Présentation
Le single sort le 7 février 2001 au Japon sur le label Warner Music Japan, quatre mois après le précédent single de la chanteuse, Ai no Chikara. C'est le troisième single de la chanteuse à être écrit et produit par Tsunku, et c'est son dernier disque à sortir chez Warner Music. Il atteint la 45e place du classement de l'Oricon, et reste classé pendant deux semaines, se vendant à 10 240 exemplaires durant cette période. La chanson-titre a servi de thème de fin à une émission télévisée de TV Tokyo ; elle ne figurera sur aucun album ou compilation.

## Liste des titres
1. Kekkyoku Bye Bye Bye   (結局 Bye Bye Bye?)
2. Ame. Ame. Yoru   (雨・雨・夜?)
3. Kekkyoku Bye Bye Bye (Instrumental) (結局 Bye Bye Bye...?)